# Plaza Fuerza Aérea Argentina

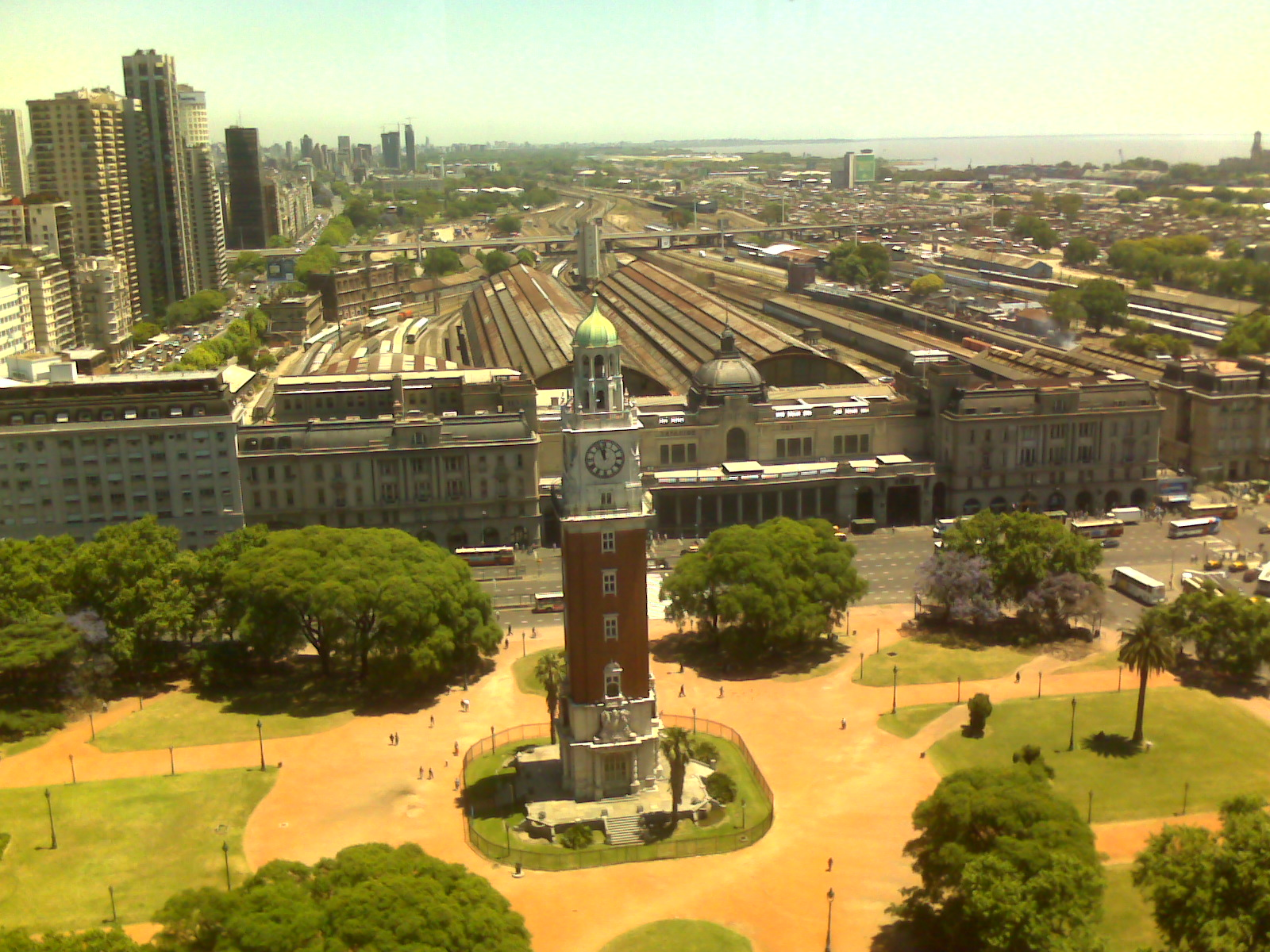
Plaza Fuerza Aérea Argentina mit dem Torre Monumental in der Mitte und dem Bahnhof Retiro im Hintergrund.

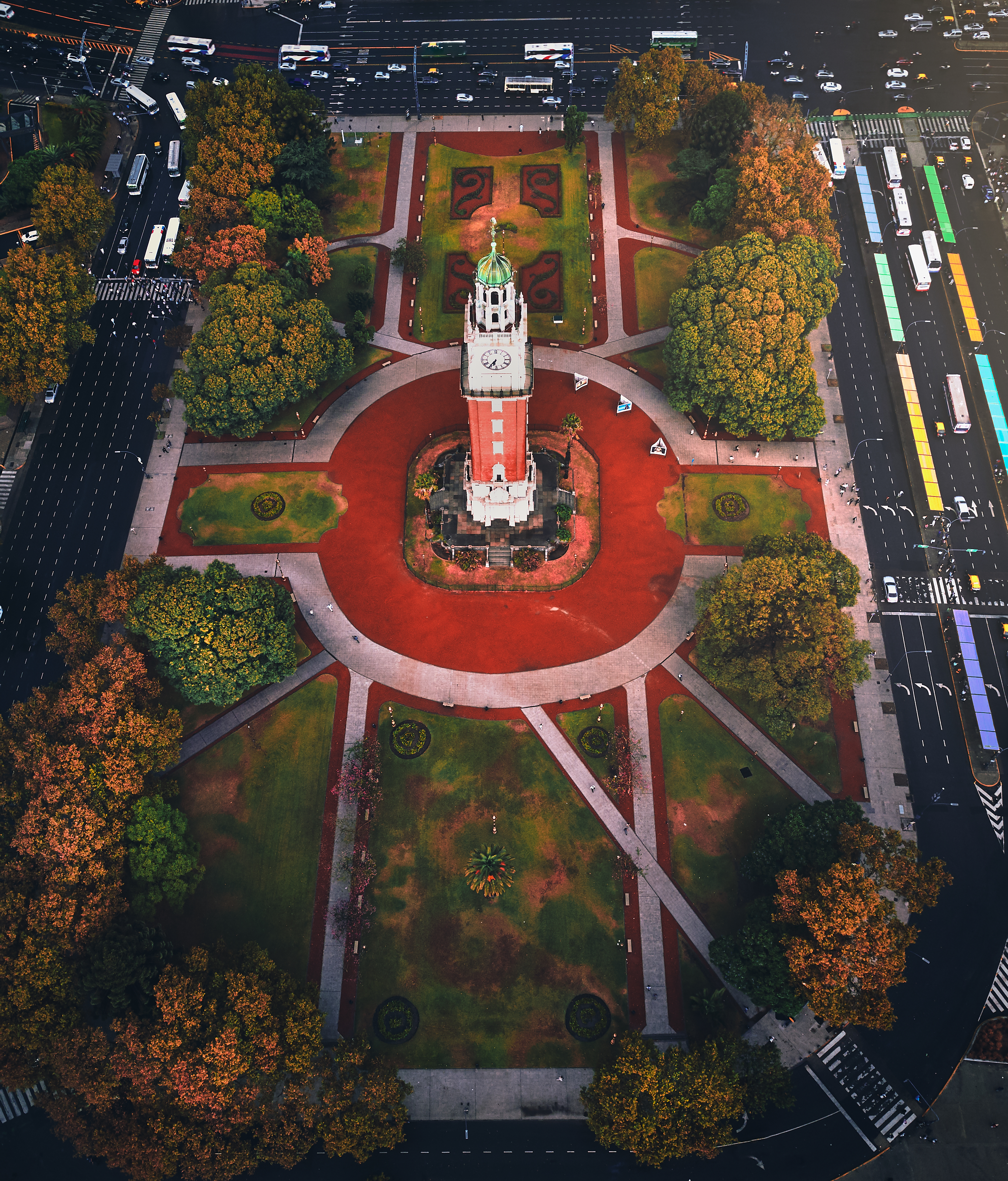
Luftaufnahme der Plaza nach ihrer Renovierung mit dem Torre Monumental in der Mitte.

Die Plaza Fuerza Aérea Argentina (spanisch für „Platz der argentinischen Luftwaffe“) ist ein Platz mit Grünfläche im Barrio Retiro in Buenos Aires, Argentinien. Er liegt zwischen dem Bahnhof Retiro an der Avenida Dr. José María Ramos Mejía, der Avenida San Martín und der Avenida del Libertador. Der Torre Monumental (ehemals „Torre de los Ingleses“) befindet sich in der Mitte des Platzes.

## Geschichte

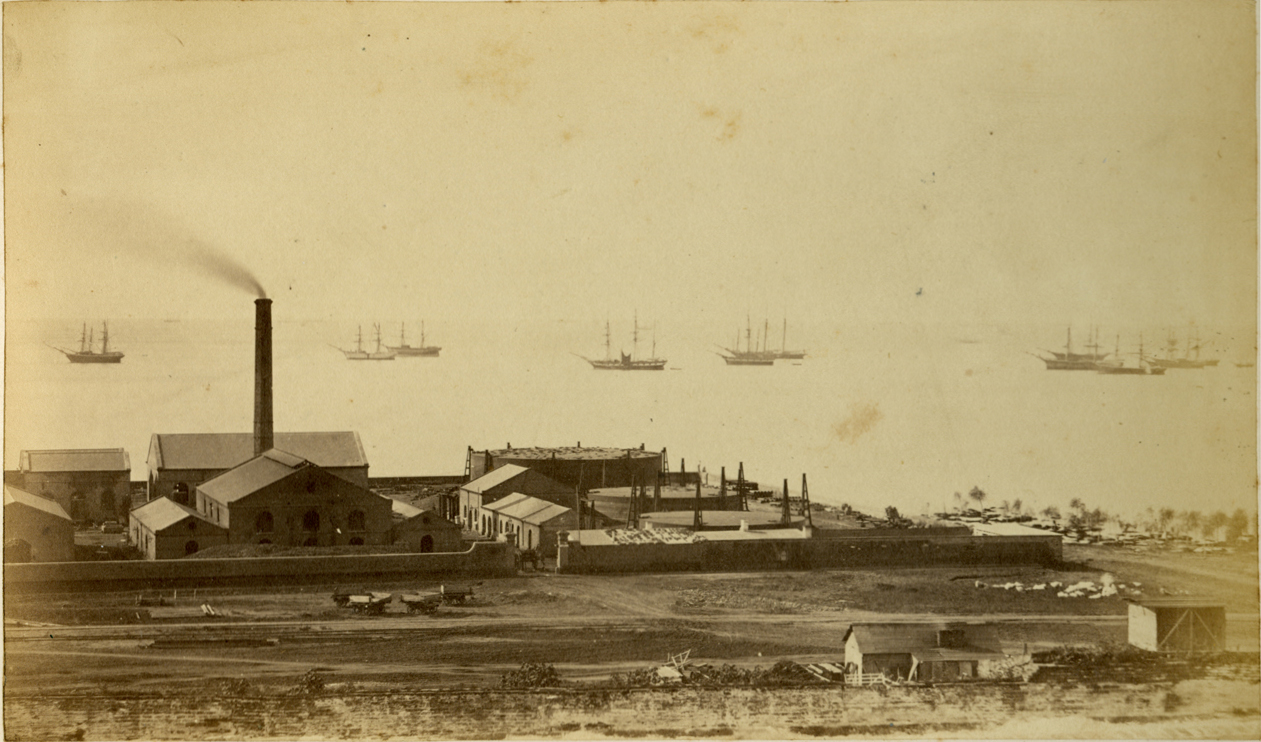
Zwischen 1853 und 1912 befand sich an der gleichen Stelle eine Gasfabrik, die die Stadt versorgte. Foto um 1864.

Der Platz wurde in den 1940er Jahren entworfen, erbaut und am 4. Januar 1945 eingeweiht. Ursprünglich hieß er Plaza Británica („Britischer Platz“). 1982 wurde er umbenannt, um die argentinische Luftwaffe nach dem Falklandkrieg, ihrem ersten Krieg gegen einen äußeren Feind, zu ehren. Teilweise wird der Platz auch Plaza de los Ingleses („Englischer Platz“) genannt, obwohl dieser Name nie offiziell verwendet wurde. 